# Hakan Yakin
Hakan Yakin (* 22. února 1977) je bývalý švýcarský reprezentační fotbalista, který hrával na postu útočníka anebo záložníka. Přes deset let nastupoval za švýcarskou reprezentaci, za kterou si zahrál v 87 zápasech a vstřelil za ni 20 branek.

## Klubová kariéra
Od roku 2000 působil v mužstvu FC Basel 1893, se kterým v ročníku 2002/03 přešel přes předkola do hlavní fáze Ligy mistrů. V prvním zápase skupiny doma proti moskevskému Spartaku se gólově podílel na výhře 2:0.
V závěrečném šestém zápase na hřišti Liverpoolu se dobře připravená Basilej ve 30. minutě dostala do třígólového vedení. Yakin byl středobodem tohoto výkonu, na dvou gólech ze tří se podílel asistencí.
Ačkoliv Liverpool nakonec srovnal na 3:3, byl to švýcarský klub, kdo postoupil do osmifinálové skupiny. Basilej sice nakonec nepostoupila, dokázala dvakrát zvítězit, přičemž o tu domácí výhru proti Deportivu se jediným gólem zasloužil právě Hakan Yakin.
Po nevydařeném angažmá v Paris Saint-Germain se nakrátko vrátil do Basileje, odkud zamířil v únoru 2004 do Stuttgartu. Ani toto angažmá nebylo povedené. Od roku 2005 do roku 2008 působil opět ve Švýcarsku, a to v klubu Young Boys Bern. Během třetí sezóny v Bernu zaznamenal 24 branek a 16 asistencí a byl zvolen jednak nejlepším hráčem švýcarské ligy a jednak se stal nejlepším střelcem. Jeho tým tak dosáhl na překvapivé druhé místo v tabulce.
Po Euru 2008 o něj projevil zájem nejmenovaný anglický tým a také katarský celek Al-Gharafa, do něhož nakonec přestoupil.
Po roce v Kataru se v létě 2009 vrátil do Švýcarska, kde se upsal Luzernu, který jen těsně vybojoval prvoligovou příslušnost.
Yakin během podzimní části nastoupil do 15 zápasů, ve kterých vstřelil 4 góly a dalších 7 připravil.
Luzern přezimoval na třetím místě a na konci sezóny byl čtvrtý.

## Reprezentační kariéra
Yakin si prvně zahrál ve švýcarské reprezentaci 19. února 2000 v Ománu proti domácímu mužstvu, kde Švýcarsko jasně zvítězilo. V 89. minutě zvýšil gólem na konečných 4:1.
Zahrál si na evropských turnajích EURO 2004 a EURO 2008 a na dvou světových šampionátech v letech 2006 a 2010. V říjnu 2011 ukončil ve 34 letech reprezentační kariéru.

## Úspěchy
Zdroj:
Grasshopper Club Zürich
- švýcarská fotbalová liga (4× vítěz)
  - 1. místo: 1997/98, 2000/01

FC Basel 1893
- švýcarská fotbalová liga (4× vítěz)
  - 1. místo: 2001/02, 2003/04
- švýcarský domácí pohár (2× vítěz)
  - 1. místo: 2001/02, 2002/03

Galatasaray
- turecký domácí pohár (1× vítěz)
  - 1. místo: 2004/05

Individuální
- nejlepší hráč švýcarské ligy[9]
  - 2003, 2008
- nejlepší střelec švýcarské ligy
  - 2007/08: 24 branek